# Макулярный отёк
Макулярный отёк (англ. macular edema)  происходит, когда жидкость и белковые отложения накапливаются на макуле или под макулой глаза (жёлтое пятно в центральной части сетчатки) и заставляет её утолщаться и набухать (отёк). Отёк может привести к искажению центрального поля зрения человека, так как жёлтое пятно является функциональным центром сетчатки. Эта область содержит набор плотно упакованных колбочек , которые обеспечивают чёткое центральное зрение, чтобы дать возможность человеку увидеть детали, форму, и цвет объекта, который находится непосредственно в направлении взгляда.
Макулярный отёк иногда появляется в течение нескольких дней или недель после операции по удалению катаракты (Синдром Ирвина-Гасса), большинство таких случаев успешно лечится противовоспалительными препаратами, либо такой отёк проходит спонтанно, без лечения.

## Классификация
Кистозный макулярный отёк  (КМО) включает в себя накопление жидкости во внешнем плексиформном слое. Отёк называется "кистозным", так как полости напоминают кисты, однако, в отличие от истинных кист, у них отсутствует эпителиальная оболочка, так что на самом деле отёк не кистозный, а кистоподобный. Этиологию КМО можно запомнить с помощью мнемоники «ДАПРИВЕН» (диабет, адреналин, Pars planitis, пигментный ретинит, синдром Ирвина-Гасса, венозная окклюзия, аналоги E2-простагландинов, никотиновая кислота/ниацин).
 Диабетический макулярный отёк  (ДМО) аналогичен кистозному, но вызван повышенной проницаемостью макулярных капилляров. ДМО является наиболее распространенной причиной потери зрения как при пролиферативной, так и при непролиферативной диабетической ретинопатии.

## Утверждённые процедуры
В 2010 FDA США одобрило использование инъекций ранибизумаб (Луцентис) против макулярного отёка.
ILUVIEN, биодеградируемый имплант с длительным высвобождением в стекловидное тело флуоцинолона, разработанный Alimera Sciences, был одобрен в Австрии, Португалии и Великобритании для лечения нарушений зрения, связанных с хроническим диабетическим макулярным отёком (ДМО), считается недостаточно одобренным в качестве доступного средства терапии. Дополнительное одобрение в ЕС не предвидится.
29 июля 2014 года, препарат EYLEA (афлиберцепт), производимый  Regeneron Pharmaceuticals Inc., был одобрен для лечения ДМО в Соединенных Штатах в качестве инъекции в стекловидное тело.

## Лазерные методы лечения
В лечении диабетического макулярного отёка часто используется лазер. В частности коагуляция микроаневризм,  прямая и непрямая лазеркоагуляция твёрдых экссудатов, нанесение коагулятов в виде "решётки".
На сегодняшний день механизм лечебного эффекта лазерной коагуляции при ДМО изучен не до конца. Наиболее распространенные гипотезы:
- устранение просачивания жидкости из микроаневризм. Есть также теории, что лечебный эффект при этом не связан именно с облитерацией микроаневризмы, предполагается непрямое влияние лазерного излучения на слой пигментного эпителия сетчатки и эндотелий сосудов;
- повышение оксигенации внутренних слоев сетчатки. За счет лазеркоагуляции снижается общая потребность сетчатки в кислороде, в то же время, в очагах лазеркоагуляции облегчается транспорт кислорода, что приводит к снижению выхода жидкости из сосудов в ткань сетчатки и уменьшению воспалительного ответа, снижению продукции факторов роста сосудов.
- восстановление работы наружного ГРБ за счет миграции и пролиферации ПЭС и замещения нежизнеспособных клеток в очагах коагуляции. Также, было показано, что новые пигментные клетки способны продуцировать противовоспалительные цитокины и антагонисты VEGF.
- проведение лазеркоагуляции сетчатки приводит также к увеличению экспрессии PEDF, что имеет особое значение в патогенезе ДМО.

Несмотря не доказанную эффективность традиционной методики лазеркоагуляции при лечении ДМО, данная методика имеет ряд закономерных недостатков, связанных с проведением повреждающего воздействия в такой функционально значимой зоне сетчатки, как макула. К основным осложнениям относят: снижение контрастной чувствительности, ухудшение цветового зрения, появление скотом в центральном поле зрения и т.д..

## Клинические исследования
В 2005, стероиды были исследованы для лечения макулярного отёка из-за блокировки кровеносных сосудов сетчатки, таких как ОЦВС  и ОВЦВС.
В 2014 году Кокран изучала эффективность двух препаратов для анти-VEGF лечения, ранибизумаб и пегаптаниб у пациентов, страдающих от макулярного отёка, вызванного ОЦВС. Участники в обеих группах лечения показали снижение симптомов макулярного отёка в течение шести месяцев.
Ещё один обзор Кокран исследовал эффективность и безопасность двух стероидных препаратов при интравитреальном введении - триамцинолона ацетонида и дексаметазона у пациентов с макулярным отёком, вызванным ОЦВС. Результаты одного исследования показали, что пациенты, получавшие триамцинолона ацетонид, значительно чаще демонстрировали улучшение остроты зрения по сравнению с контрольной группой, хотя данные об исходах отсутствовали для существенной доли контрольной группы. Второе исследование показало, что пациенты, получавшие импланты дексаметазона, не показали улучшения остроты зрения по сравнению с пациентами в контрольной группе.
Интравитреальные инъекции стероидов или их имплантов внутрь глаза могут привести к незначительному улучшению зрения у людей с хроническим или рефрактерным отёком сетчатки при сахарном диабете. Наличие дополнительных преимуществ от комбинирования анти-VEGF препаратов и интравитреальных стероидов по сравнению с любым из этих методов лечения в отдельности не получило убедительных доказательств на момент публикации в 2018 году.
Противоопухолевые препараты, воздействующие на фактор некроза опухоли, были предложены в качестве лечения отека сетчатки при увеите, но обзор Кокран, опубликованный в 2018 году, не выявил соответствующих рандомизированных контролируемых исследований.